# Чи Ёнджу
Чи Ёнджу (кор. 지용주; 19 декабря 1948, Вонджу — 25 августа 1985, там же) — корейский боксёр наилегчайших весовых категорий, выступал за сборную Южной Кореи в конце 1960-х — начале 1970-х годов. Серебряный призёр летних Олимпийских игр в Мехико, чемпион Азиатских игр, победитель многих международных турниров и национальных первенств. Также известен как тренер по боксу.

## Биография
Чи Ёнджу родился 19 декабря 1948 года в городе Вонджу, провинция Канвондо. Активно заниматься боксом начал в раннем детстве, проходил подготовку в местном боксёрском клубе. Ещё во время учёбы в школе стал показывать на ринге неплохие результаты и вскоре попал в основной состав национальной сборной, добившись лидерства в минимальной и наилегчайшей весовых категориях. Благодаря череде удачных выступлений удостоился права защищать честь страны на летних Олимпийских играх 1968 года в Мехико — сумел дойти здесь до финала, но в решающем матче со счётом 2:3 проиграл венесуэльцу Франсиско Родригесу.
Получив серебряную олимпийскую медаль, Чи ещё довольно долго оставался в сборной Южной Кореи, принимая участие во всех крупнейших международных турнирах. Так, в 1970 году он съездил на Азиатские игры в Бангкок, откуда привёз награду золотого достоинства. Несмотря на серию побед, он, тем не менее, не смог пройти квалификацию на Олимпийские игры 1972 года и по этой причине выбыл из основного состава. Оставался действующим спортсменом вплоть до 1976 года, после чего принял решение завершить карьеру боксёра и перешёл на тренерскую работу. Как тренер подготовил многих талантливых бойцов, а в 1979 году на короткий срок был назначен главным тренером национальной команды Южной Кореи.
20 августа 1985 года в результате ссоры с соседом Чи Ёнджу получил ножевое ранение в область живота и спустя пять дней скончался в больнице от потери крови. Ему установлен памятник в спортивном парке в его родном городе Вонджу.